# ClariS
ClariS es un dúo femenino de música pop japonesa formado en 2009 por las cantantes Clara y Alice. Cuando eran estudiantes de secundaria, ClariS comenzó a interpretar covers de canciones de animes, las cuales publicaban en la plataforma NicoNico. El dúo original tuvo varios lanzamientos hasta que Alice abandonó el grupo en 2014, siendo reemplazada por una nueva integrante, Karen.
En septiembre de 2010, ClariS firmó con SME Records, lanzando en octubre su primer sencillo "Irony", el cual fue utilizado como opening del anime Oreimo. En febrero del 2011, ClariS lanzó su segundo sencillo "Connect", y se utilizó como opening del anime Puella Magi Madoka Magica. En febrero del 2014, sus sencillos "Click" y "Step" fueron elegidos para ambos openings del anime Nisekoi. En abril del 2017, Claris publicó el vídeo musical de "Hitorigoto", canción que fue utilizada en el opening del anime Eromanga Sensei y que actualmente cuenta con 2 500 000 millones de visitas en YouTube.

## Miembros
ClariS tuvo su inicio con dos estudiantes de secundaria conocidas por sus seudónimos Clara y Alice. El nombre del grupo es un acrónimo que surge de los nombres de las cantantes, y fue escogido en homenaje al personaje Clarisse de la película El castillo de Cagliostro. Tal como se muestra en su página web, "ClariS" también puede tener el significado de "claro" y "brillante" en latín (aunque en realidad se escribe como "Clarus"). Tanto Clara como Alice han estado cantando desde que estaban en el kinder; de hecho, se conocieron como compañeras de clase en su escuela de música. Además Clara sabe tocar el piano.
Para poner una prioridad en su estado de estudiantes, Claris no han publicado fotos de ellas al público, y en su lugar han empleado ilustradores para representarlas. Cuando son dibujadas, Clara se representa utilizando elementos de color rosa, y Alice se muestra con elementos de color azul. Se utilizan imágenes de la luna creciente como un motivo para representar a Clara, y el sol para representar a Alice, los cuales vienen de sus preferencias personales. Clara se muestra con un poco de pelo ondulado y sin flequillo, mientras que Alice se muestra con el pelo liso con flequillo. A fin de preservar su anonimato, Clara y Alicia no han dicho nada a nadie (aparte de sus familias) que debutaron como artistas musicales. Ambas admiten que son otakus, y han tomado un gran interés en el anime y la música anime. Clara dice que ella mantiene en secreto sus intereses otaku de los demás en la escuela, y Alice se llama a sí misma una otaku de Disney.

## Historia
ClariS se formó a finales del 2009 con el nombre de "Alice Clara" cuando, siendo estudiantes de primer año de secundaria, Clara y Alice presentaron un cover (canción versionada) de la canción de Vocaloid "Step to You" en la página web Nico Nico Douga el 10 de octubre de 2009. En 2009, ClariS lanzó siete covers. El 24 de abril de 2010, la editorial Sony Music Entertainment Japan lanzó la revista de música anime Liz Ani! con un CD adjunto que contiene la canción original de "Drop", compuesta por Kz de Livetune e interpretada por ClariS. ClariS lanzó cinco covers más en el 2010, terminando con la canción "Listen!!" del anime K-ON! y sus 13 covers presentados el 5 de junio de 2010. El 24 de julio de 2010, la segunda edición de Liz Ani! fue puesto en libertad con otro CD adjunto que contiene la canción original "Kimi no Yume o Miyō" (君の夢を見よう?), nuevamente compuesta por Kz de Livetune e interpretada por ClariS. Un sencillo fue lanzado exclusivamente en el Comiket 78 el 13 de agosto de 2010.
En septiembre de 2010, ClariS firma por SME Records y lanzan su primer sencillo "Irony" el 20 de octubre de 2010. "Irony" debutó en el puesto n.º 7 en el gráfico semanal de sencillos de Oricon. "Irony" fue compuesta por Kz de Livetune, y utilizada como opening del anime Ore no Imōto ga Konna ni Kawaii Wake ga Nai. ClariS lanzó su segundo sencillo "Connect" (コネクト?) el 2 de febrero de 2011. "Connect" debutó en el puesto n.º 5 en gráfico semanal de sencillos de Oricon, y fue utilizado como opening del anime Puella Magi Madoka Magica.
ClariS lanzó su tercer sencillo, "Nexus", el 14 de septiembre de 2011, y debutó en la quinta posición en la lista semanal de los más vendidos en Oricon.  "Nexus" fue compuesta por Kz, y se usa como tema de inicio del videojuego Ore no Imōto ga Konna ni Kawaii Wake ga Nai Portable ga Tsuzuku Wake ga Nai, así como tema del noveno volumen de las novelas ligeras de  Ore no Imōto ga Konna ni Kawaii Wake ga Nai; ClariS aparece como a cameo en el mismo volumen. La canción "Don't Cry" en el sencillo de "Nexus" se usa como tema para el volumen 0.5 de la revista de Shueisha Aoharu. ClariS lanzó su cuarto sencillo, "Naisho no Hanashi" (ナイショの話?  "Conversación Secreta"), el 1 de febrero de 2012, y debutó en segunda posición en las listas de Oricon. "Naisho no Hanashi" fue compuesta por Ryo de Supercell, y se usa como tema de cierre en la serie de anime de 2012 Nisemonogatari.
ClariS lanzó su álbum de estudio debut, Birthday, el 11 de abril de 2012. El álbum recibió tres ediciones. La edición regular, con solo el CD, una edición limitada con un DVD incluido, y otra edición limitada con dos figuritas Nendoroid Petit de ClariS basadas en las ilustraciones de Clara y Alice por Ume Aoki para el sencillo "Connect", y un CD especial con dos canciones basadas en Nendoroid. Birthday recibió la calificación de Gold Disc por la RIAJ en mayo de 2012.
ClariS lanzó su quinto sencillo, "Wake Up", el 15 de agosto de 2012; la canción titular se usa como tema de apertura en la serie de anime Moyashimon Returns. Su sexto sencillo, "Luminous" (ルミナス?), se lanzó el 10 de octubre de 2012; la canción se usa como tema de apertura de las películas de Puella Magi Madoka Magica. Su séptimo sencillo, "Reunion", compuesto por Kz, salió al mercado el 17 de abril de 2013; la canción titular se usó como tema de apertura en la segunda temporada de Ore no Imōto ga Konna ni Kawaii Wake ga Nai. En 2013 lanzaron otro sencillo, "Colorful" utilizado como tema de apertura en la tercera película de "Puella Magi Madoka Magica"
Su noveno Sencillo "Click" compuesta por KZ fue lanzada el 29 de enero de 2014 y se utilizó como primer tema de apertura de la serie de Televisión Anime "Nisekoi".
Su décimo sencillo "Step" compuesto por KZ fue lanzada el 16 de abril de 2014 y se utilizó como segundo tema de apertura de "Nisekoi".
ClariS lanzó su tercer álbum de estudio del tiempo del partido el 4 de junio de 2014, que fue la última contribución de Alice's con ClariS.
El 7 de noviembre de 2014, se incluyó una nueva canción "Sky Clear" compuesta por KZ en el volumen de LisAni 19. Lo más importante de esta canción, fue que dio la bienvenida a la nueva integrante de ClariS, Karen. En enero de 2017 Claris se lanza su cuarto álbum, "Fairy Castle" , el cual contiene el sencillo "Hitorigoto" utilizado como primer tema en la apertura del anime Eromanga Sensei.
Su tema "Shiori" fue utilizado como ending para la segunda temporada de Owarimonogatari.

## Discografía

### Álbumes
| Año  | Detalles | Posición en Oricon | Certificaciones (ventas discográficas) |
| ---- | --- | ------------------ | -------------------------------------- |
| 2012 | Birthday - Lanzado: 11 de abril de 2012 - Discográfica: SME (SECL-1111–1113, SECL-1114, SECL-1115–1116) - Formato: CD, CD+DVD, CD+CD+Figuras                    | 2                  | JP: Oro                                |
| 2013 | Second Story - Lanzado: 26 de junio de 2013 - Discográfica: SME (SECL-1331–1333, SECL-1334–1335, SECL-1336) - Formato: CD, CD+DVD                               | 6                  |                                        |
| 2014 | Party Time - Lanzado: 4 de junio de 2014 - Discográfica: SME (SECL-1507–1508, SECL-1509–1510, SECL-1511) - Formato: CD, CD+DVD                                  | 2                  |                                        |
| 2017 | Fairy Castle - Lanzado: 25 de enero de 2017 - Discográfica: SME (SECL-2106–2107, SECL-2108–2109, SECL-2110) - Formato: CD, CD+BD, CD+Colección de Ilustraciones | 10                 |                                        |
| 2018 | Fairy Party - Lanzado: 21 de noviembre de 2018 - Discográfica: Sacra Music (VVCL-1375–1376, VVCL-1377–1378, VVCL-1379) - Formato: CD, CD+BD                     | 8                  |                                        |
| 2022 | Parfaitone - Lanzado: 6 de abril de 2022 - Discográfica: Sacra Music (VVCL-2020/1, VVCL-2022/3, VVCL-2024) - Formato: CD                                        | 8                  |                                        |

### Sencillos
| 2010                                                  | Drop / Kimio no Yume wo Miyō | —  |         |              |
| 2010                                                  | Irony                        | 7  |         | Birthday     |
| 2011                                                  | Connect                      | 5  | JP: Oro | Birthday     |
| 2011                                                  | Nexus                        | 5  |         | Birthday     |
| 2012                                                  | Naisho no Hanashi            | 2  |         | Birthday     |
| 2012                                                  | Wake Up                      | 12 |         | SECOND STORY |
| 2012                                                  | Luminous                     | 4  | JP:Oro  | SECOND STORY |
| 2013                                                  | Reunion                      | 2  |         | SECOND STORY |
| 2013                                                  | Colorful                     | 3  |         | PARTY TIME   |
| 2014                                                  | Click                        | 7  |         | PARTY TIME   |
| 2014                                                  | Step                         | 3  |         | PARTY TIME   |
| 2014                                                  | Clear Sky                    | -  |         |              |
| 2015                                                  | Border                       | 4  |         | Fairy Castle |
| 2015                                                  | Anemone                      | 13 |         | Fairy Castle |
| 2015                                                  | Prism                        | 25 |         | Fairy Castle |
| 2016                                                  | Gravity                      | 25 |         | Fairy Castle |
| 2016                                                  | Clever （ClariS×GARNiDELiA） | 21 |         | Fairy Castle |
| 2016                                                  | Again                        | 21 |         | Fairy Castle |
| 2017                                                  | Hitorigoto                   | 9  |         | Fairy Party  |
| 2017                                                  | SHIORI                       | 7  |         | Fairy Party  |
| 2018                                                  | PRIMALove                    | 15 |         | Fairy Party  |
| 2018                                                  | CheerS                       | 13 |         | Fairy Party  |
| 2020                                                  | Alethea                      | 15 |         | Parfaitone   |
| 2021                                                  | Fight!!                      | 12 |         | Parfaitone   |
| 2021                                                  | Careless                     | 8  |         | Parfaitone   |
| 2022                                                  | ALIVE                        | 8  |         |              |
| 2022                                                  | Masquerade                   | 13 |         |              |
| 2023                                                  | Koisekai                     | 20 |         |              |
| "—" indica lanzamientos que no llegaron a las listas. |                              |    |         |              |

### Miniálbumes
Miniálbumes conceptuales que el dueto ha publicado consistente en una canción nueva y cuatro covers de populares canciones en cada EP respectivamente.
| Año  | Detalles del EP | Músicas incluidas                                                                      | Posición más alta en Oricon | Posición más alta en Oricon |
| ---- | --- | -------------------------------------------------------------------------------------- | --------------------------- | --------------------------- |
| 2016 | Spring Tracks: Haru no Uta - Lanzamiento : 2 de marzo de 2016 - Discográfica: SME (SECL-1856, SECL-1857) - Formato: CD               | - Hirahira hirara - Sayonara Memories - Ashita, Haru ga kitara - Akai Sweet Pea        | 8                           |                             |
| 2019 | Summer Tracks: Natsu no Uta - Lanzamiento: 14 de agosto de 2019 - Discográfica: Sacra Music (VVCL-1470~1, VVCL-1472) - Formato: CD   | - Secret Base (Kimi ga Kureta Mono) - Diamonds - Touch - Koi no Vacance - Summer Delay | 8                           |                             |
| 2022 | Winter Tracks: Fuyu no Uta - Lanzamiento: 7 de diciembre de 2022 - Discográfica: Sacra Music (VVCL-2160/1 , VVCL-2162) - Formato: CD | - Snow Light - WHITE BREATH - ORION - White Love - Silent Eve                          | 16                          |                             |

### Álbumes compilatorios
| Año  | Detalles del Álbum | Código de edición limitada y normal                        | Posición más alta en Oricon | Posición más alta en Oricon |
| ---- | --- | ---------------------------------------------------------- | --------------------------- | --------------------------- |
| 2015 | ClariS: Single Best 1st - Lanzado: 15 de abril de 2015 - Discográfica: SME - Formato: CD, CD+DVD, CD+BD                    | SECL-1663, SECL-1657–1658, SECL-1659–1660, SECL-1661–1662) | 4                           |                             |
| 2020 | ClariS 10th Anniversary Best: Pink Moon - Lanzado: 21 de octubre de 2020 - Discográfica: Sacra Music - Formato: CD, CD+BD  | VVCL-1732, VVCL-1730–1731, VVCL-1736–1738                  | 10                          |                             |
| 2020 | ClariS 10th Anniversary Best: Green Star - Lanzado: 21 de octubre de 2020 - Discográfica: Sacra Music - Formato: CD, CD+BD | VVCL-1735, VVCL-1733–1734, VVCL-1736–1738                  | 9                           |                             |

### Edición Analógica
| Año  | Título                                       | Número de edición | Notas                                                                  |
| ---- | -------------------------------------------- | ----------------- | ---------------------------------------------------------------------- |
| 2019 | 「ClariS 〜Single Best 1st〜 Vinyl Edition」 | 19075879171       | Se vendió solo en América del Norte y en cantidades limitadas en Japón |

### Videos de conciertos
| Lanzamiento         | Título | Código de edición | Código de edición |
| Lanzamiento         | Título | BD+CD             | BD                |
| ------------------- | --- | ----------------- | ----------------- |
| 12 de julio de 2017 | ClariS 1st Budokan concert 〜Futatsu no kamen to ushinawareta taiyō〜 ( ClariS 1st 武道館コンサート 〜2つの仮面と失われた太陽〜 ) | VVXL-9/11         | VVXL-12           |

#### Sencillos limitados
| Fecha de Lanzamiento     | Título | Notas |
| Alice☆Clara              | Alice☆Clara | Alice☆Clara |
| ------------------------ | --- | --- |
| 24 de abril de 2010      | DROP | Canción de anexo en la revista LisAni! vol. 1 |
| 24 de julio de 2010      | Kimi no Yume o Miyō | Canción anexo a la revista LisAni vol. 2 |
| 13 de agosto de 2010     | DROP / Kimi no Yume o Miyō                                                                                               | Venta limitada comercial de LisAni! en el Comiket |
| ClariS                   | | |
| 8 de noviembre de 2014   | Clear Sky | Canción anexo a la revista LisAni vol. 19 y sencillo debut de la nueva integrante Karen                                                                             |
| 14 de agosto de 2019     | Signal | Image Song de la segunda parte de la historia principal del juego movil Magia Record                                                                                |
| 8 de agosto de 2021      | TV Anime "Magia Record Puella Magi Madoka Magica Side Story 2nd SEASON -Awakening Eve-" Colección de canciones temáticas | Maxi-single distribuido con dos canciones Careless y Lapis de TrySail                                                                                               |
| 31 de diciembre de 2021  | Mou Ichido Luminous (ClariS×Aya Maruyama from Pastel✽Palettes)                                                           | Versión del sencillo de Pastel✽Palettes perteneciente al juego móvil BanG Dream! Girls Band Party! interpretado por ClariS y Aya Maruyama de la misma banda.        |
| 4 de abril de 2022       | Orgel | Sencillo colaborativo ClariS×TrySail con lanzamiento previo a la emisión de Magia Record Final Season : Asaki Yume no Akatsuki sirviendo de tema ending de la serie |
| 6 de mayo de 2022        | Careless (Slushii Remix) -SACRA BEATS Singles                                                                            | Remix del Dj y productor Slushii |
| 24 de julio de 2022      | Connect -SACRA BLUE BEATS Mix-                                                                                           | Arreglo de su versión instrumental |
| 16 de septiembre de 2022 | Masquerade （RudeLies Remix）-SACRA BEATS Singles-                                                                       | Remezclado por DJ/Productor RudeLies |
| 12 de octubre de 2022    | ALIVE LycoReco Version                                                                                                   | Versión utilizada en el último episodio del anime Lycoris Recoil |

### Videos musicales
| Año  | Título                           | Director         |
| ---- | -------------------------------- | ---------------- |
| 2010 | Irony                            |                  |
| 2011 | Connect                          | Takumi Shiga     |
| 2011 | Nexus                            | Kazuaki Nakamura |
| 2012 | Naisho no Hanashi (ナイショの話) | Kazuaki Nakamura |
| 2012 | Wake Up                          | Junya Morita     |
| 2012 | Luminous (ルミナス)              |                  |
| 2013 | Reunion                          | Jungo            |
| 2013 | With You                         |                  |
| 2013 | Colorful                         | Jungo            |
| 2014 | Click                            |                  |
| 2014 | Step                             | Jungo            |
| 2015 | Border                           |                  |
| 2015 | Anemone                          |                  |
| 2015 | Prism                            | Naoyuki Fujise   |
| 2016 | Gravity                          |                  |
| 2016 | Clever                           |                  |
| 2016 | Again                            |                  |
| 2017 | Hitorigoto                       | Yoichiro Nomura  |

### Participación en medios
ClariS ha tenido varias de sus músicas utilizadas en medios multimedia lo que le ha generado popularidad en entornos de la subcultura del anime.
| Sencillo          | Medio asociado                                                                                              | Año  |
| ----------------- | --- | ---- |
| Irony             | Tema de apertura del anime Oreimo                                                                           | 2010 |
| Irony             | Incluido en el ClariS pack del juego Jutbeat                                                                | 2010 |
| Connect           | Tema de apertura del anime Puella Magi Madoka Magica                                                        | 2011 |
| Connect           | Incluido en el ClariS pack del juego Jutbeat                                                                | 2011 |
| Dreamin'          | Tema musical del juego Akiba's Trip                                                                         | 2011 |
| Nexus             | Tema musical para la novela ligera Oreimo                                                                   | 2011 |
| Nexus             | Tema final para el juego Oreimo Portable                                                                    | 2011 |
| Don't Cry         | Tema de la revista manga AoHaru 0.5                                                                         | 2011 |
| Anata no FIT      | Tema musical para Nendoroid                                                                                 | 2011 |
| Anata no FIT      | Tema del anuncio del juego Nendoroid Generation                                                             | 2011 |
| Naisho no Hanashi | Tema final del anime Nisemonogatari                                                                         | 2012 |
| Naisho no Hanashi | Incluido en el ClariS pack del juego Jutbeat                                                                | 2012 |
| Koijishaku        | Tema final del programa de variedades Koekita!!                                                             | 2012 |
| Wake Up           | Tema de apertura de la segunda temporada del anime Moyashimon                                               | 2012 |
| Wake Up           | Incluido en el ClariS pack del juego Jutbeat                                                                | 2012 |
| Luminous          | Tema de apertura de las películas Madoka Magica : Hajimari no Monogatari / Eien Monogatari                  | 2012 |
| Luminous          | Tema final para el programa de variedades Koekita!!                                                         | 2012 |
| reunion           | Tema de apertura para la segunda temporada del anime Oreimo                                                 | 2013 |
| with you          | Tema principal del juego Exstetra                                                                           | 2013 |
| Colorful          | Tema de apertura de las película Madoka Magica : Hangyaku no Monogatari                                     | 2013 |
| Surely            | Bonus track del Pachinko de Monogatari                                                                      | 2013 |
| CLICK             | Tema de apertura del anime Nisekoi                                                                          | 2014 |
| STEP              | Segundo tema de apertura del anime Nisekoi                                                                  | 2014 |
| border            | Tema final del anime Tsukimonogatari                                                                        | 2015 |
| Anemone           | Tema final del anime Classroom Crisis                                                                       | 2015 |
| Prism             | Tema usado para el 40 aniversario del personaje de Sanrio Little Twin Stars                                 | 2015 |
| Gravity           | Primer tema final del anime Qualidea Code                                                                   | 2016 |
| clever            | Tercer tema final del anime Qualidea Code                                                                   | 2016 |
| again             | Tema musical para el juego AKIBA'S BEAT                                                                     | 2016 |
| Collage           | Tema de apertura del programa LisAni! 5.ª temporada                                                         | 2016 |
| Hitorigoto        | Tema de apertura del anime Eromanga Sensei                                                                  | 2017 |
| SHIORI            | Tema final del anime Owarimonogatari                                                                        | 2017 |
| PRIMALove         | Tema final del anime Beatless                                                                               | 2018 |
| CheerS            | Tema final del anime Hataraku Saibō!                                                                        | 2018 |
| Signal            | Image Song de la segunda parte del juego móvil Magia Record: Puella Magi Madoka Magica Gaiden\|Magia Record | 2019 |
| Alethea           | Tema final del anime Magia Record                                                                           | 2020 |
| Fight!!           | Tema final de la segunda temporada del anime Hataraku Saibō!                                                | 2021 |
| Brave             | Bonus Track del pachinko serie P de Monogatari series : second season                                       | 2021 |
| Careless          | Tema de apertura del anime Magia Record 2nd Season -Awakening Eve-                                          | 2021 |
| Masquerade        | Tema final de la segunda temporada del anime Shadows House                                                  | 2022 |
| ALIVE             | Tema de apertura del anime Lycoris Recoil                                                                   | 2022 |
| Koisekai          | Tema de apertura del anime Shiro Seijo to Kuro Bokushi                                                      | 2023 |
| Blue Canvas       | Tema de apertura del juego Blue Archive en su versión de China continental                                  | 2023 |
| Fu~orira          | Tema final de la segunda temporada del anime Kanojo mo Kanojo                                               | 2023 |
| Andante           | Tema final de la primera parte del remake del anime Spice and Wolf                                          | 2024 |

## Versiones
El grupo subió estas covers de canciones populares en el portal de Nico Nico Douga.
| #  | Fecha                   | Título                                                     | Artista(s) Original                                                         | Notas                                                                                                 |
| -- | ----------------------- | ---------------------------------------------------------- | --------------------------------------------------------------------------- | --- |
| 01 | 10 de octubre de 2009   | "Step to You"                                              | 40meter-P                                                                   | Canciones originalmente cantadas por Hatsune Miku.                                                    |
| 02 | 17 de octubre de 2009   | "Black Rock Shooter (2M Mix)" (ブラック★ロックシューター?) | Supercell                                                                   | Canciones originalmente cantadas por Hatsune Miku.                                                    |
| 03 | 3 de noviembre de 2009  | "Scrap & Build"                                            | 40meter-P                                                                   | Canciones originalmente cantadas por Hatsune Miku.                                                    |
| 04 | 14 de noviembre de 2009 | "Watashi ga Kami o Kitta Riyū" (私が髪を切った理由?)       | 40meter-P                                                                   | Canciones originalmente cantadas por Hatsune Miku.                                                    |
| 05 | 29 de noviembre de 2009 | "Only My Railgun"                                          | fripSide                                                                    | Opening del anime To aru Kagaku no Railgun.                                                           |
| 06 | 12 de diciembre de 2009 | "Kimi no Shiranai Monogatari" (君の知らない物語?)          | Supercell                                                                   | Ending del anime Bakemonogatari.                                                                      |
| 07 | 26 de diciembre de 2009 | "Amefuri" (アメフリ?)                                      | Koko                                                                        | Compuesta por Kz de Livetune.                                                                         |
| 08 | 31 de diciembre de 2009 | "Lion" (ライオン?)                                         | May'n                                                                       | Segundo opening del anime Macross Frontier. Una versión completa se ha subido el 16 de enero de 2010. |
| 09 | 6 de febrero de 2010    | "Finder" (ファインダー?)                                   | Kz de Livetune.                                                             | Canción originalmente cantada por Hatsune Miku.                                                       |
| 10 | 5 de marzo de 2010      | "Level 5 (Judgelight)"                                     | fripSide                                                                    | Segundo opening del anime To aru Kagaku no Railgun.                                                   |
| 11 | 3 de abril de 2010      | "Polyrhythm" (ポリリズム?)                                 | Perfume                                                                     | Compuesto por Yasutaka Nakata.                                                                        |
| 12 | 8 de mayo de 2010       | "Don't Say 'Lazy'"                                         | Yōko Hikasa, Aki Toyosaki, Satomi Satō y Minako Kotobuki                    | Ending del anime K-ON! (Primera Temporada).                                                           |
| 13 | 5 de junio de 2010      | "Listen!!"                                                 | Yōko Hikasa, Aki Toyosaki, Satomi Satō, Minako Kotobuki and Ayana Taketatsu | Primer ending del anime K-ON! (Segunda Temporada).                                                    |